# Deacon Jones (fútbol americano)
David D. Jones (Eatonville, Florida, 9 de diciembre de 1938 – Anaheim Hills, California, 3 de junio de 2013), más conocido como Deacon Jones, fue un jugador profesional estadounidense de fútbol americano que se desempeñó en la posición de defensive end en la National Football League (NFL). Es miembro del Salón de la Fama del Fútbol Americano Profesional.

## Carrera
Jones jugó como profesional once temporadas en Los Angeles Rams (1961-1973), después pasó a Washington Commanders, donde jugó una temporada (1974), y fue el equipo en el que se retiró.

## Reconocimiento
El 2 de agosto de 1980, ingresó como miembro al Salón de la Fama del Fútbol Americano Profesional.